# Jan Tomasz Adamus
Jan Tomasz Adamus (sinh ngày 16 tháng 6 năm 1968) là một nhạc trưởng, nghệ sĩ organ, nhạc sĩ thính phòng, nghệ sĩ thu âm và quản lý âm nhạc người Ba Lan. Adamus đang giữ chức vụ tổng giám đốc và giám đốc nghệ thuật của dàn nhạc  Hợp xướng giao hưởng chuyên nghiệp đóng trụ sở tại Kraków, mang tên Capella Cracoviensis (từ năm 2008). Adamus đã thu âm một số CD solo thuộc thể loại nhạc Baroque và nhạc cổ điển. Bên cạnh đó, ông cũng đảm nhận vai trò giám đốc nghệ thuật của International Bach Festival tại Świdnica.

## Sự nghiệp
Adamus tốt nghiệp Học viện Âm nhạc ở Kraków và Đại học Conservatorium van Amsterdam. Ông từng đảm nhận vị trí nhạc trưởng ở cả Ba Lan và nước ngoài, được các ban nhạc và các lễ hội mời đến để dẫn dắt các buổi hòa nhạc. Trong những năm 1995 - 2008, Adamus là giảng viên tại Học viện Âm nhạc ở Wrocław và là giảng viên thỉnh giảng tại Đại học Âm nhạc và Nghệ thuật Biểu diễn Vienna (Universität für Musik und Darstellende Kunst) ở Graz. Từ năm 2003 đến năm 2008, Adamus là giám đốc nghệ thuật của lễ hội âm nhạc Wrocław Forum Musicum, và từ năm 2005 đến năm 2008, ông giữ vai trò cố vấn cho Liên hoan quốc tế Wratislavia Cantans.

## Bản ghi tiêu biểu

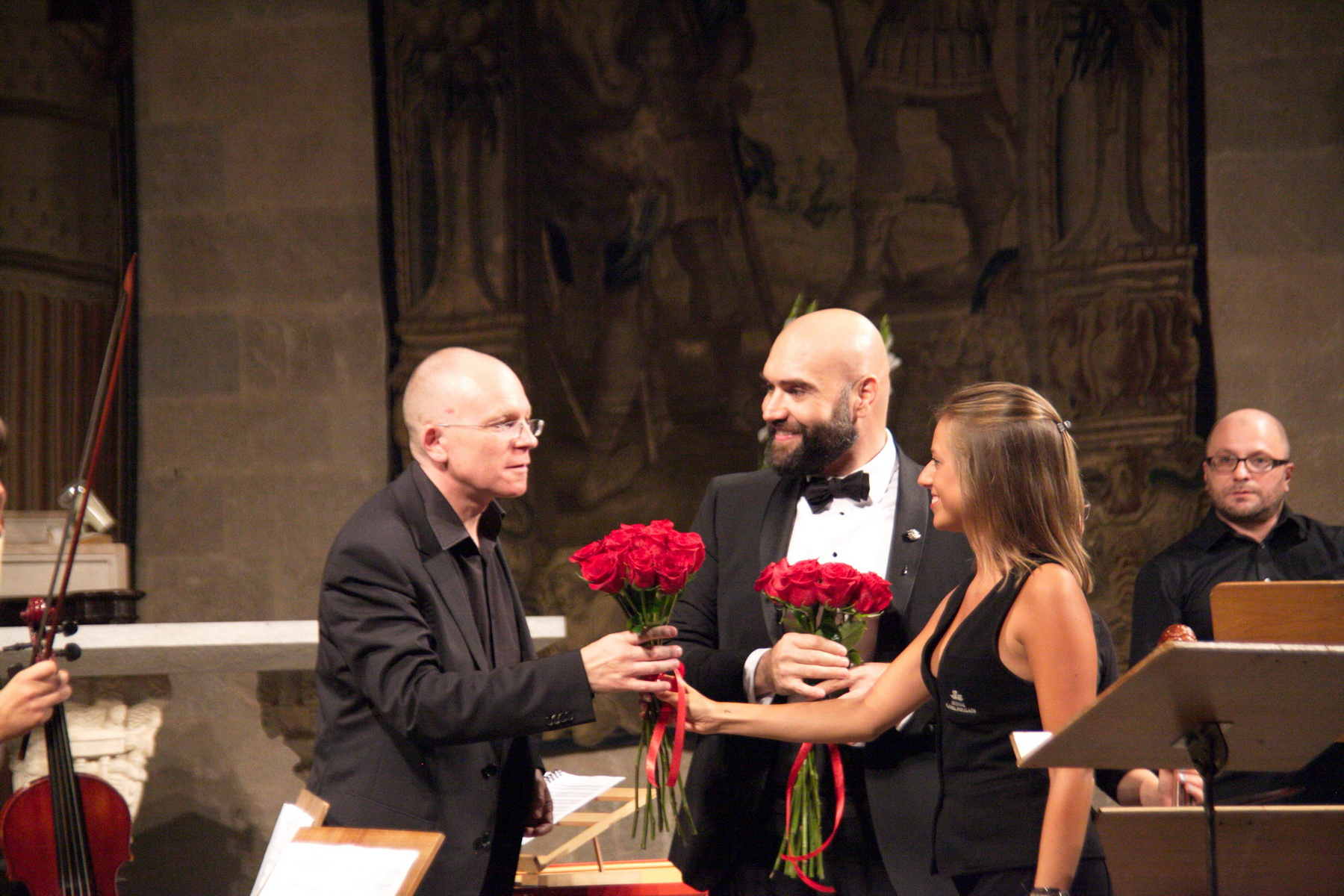
Jan Tomasz Adamus (trái) cùng với nghệ sĩ opera Xavier Sabata trong Liên hoan Peralada (2016)

- Muzyka Dawnej Europy: Niemcy - Polska  Audio CD. Performer
- Harmonologia - Muzyka W Dawnym Wroclawiu Audio CD. Performer.
- Jasnogorska Muzyka Dawna - Musica Claromontana, Vol. 22; Vol. 23; Vol. 24. Audio CD. Conductor.
- Jasnogorska Muzyka Dawna - Musica Claromontana,  Audio CD. Conductor.[5]
- Pergolesi Adriano in Siria 3CD Decca 2016
- Porpora Germanico in Germania Decca 2018